# Ratusz w Wilnie

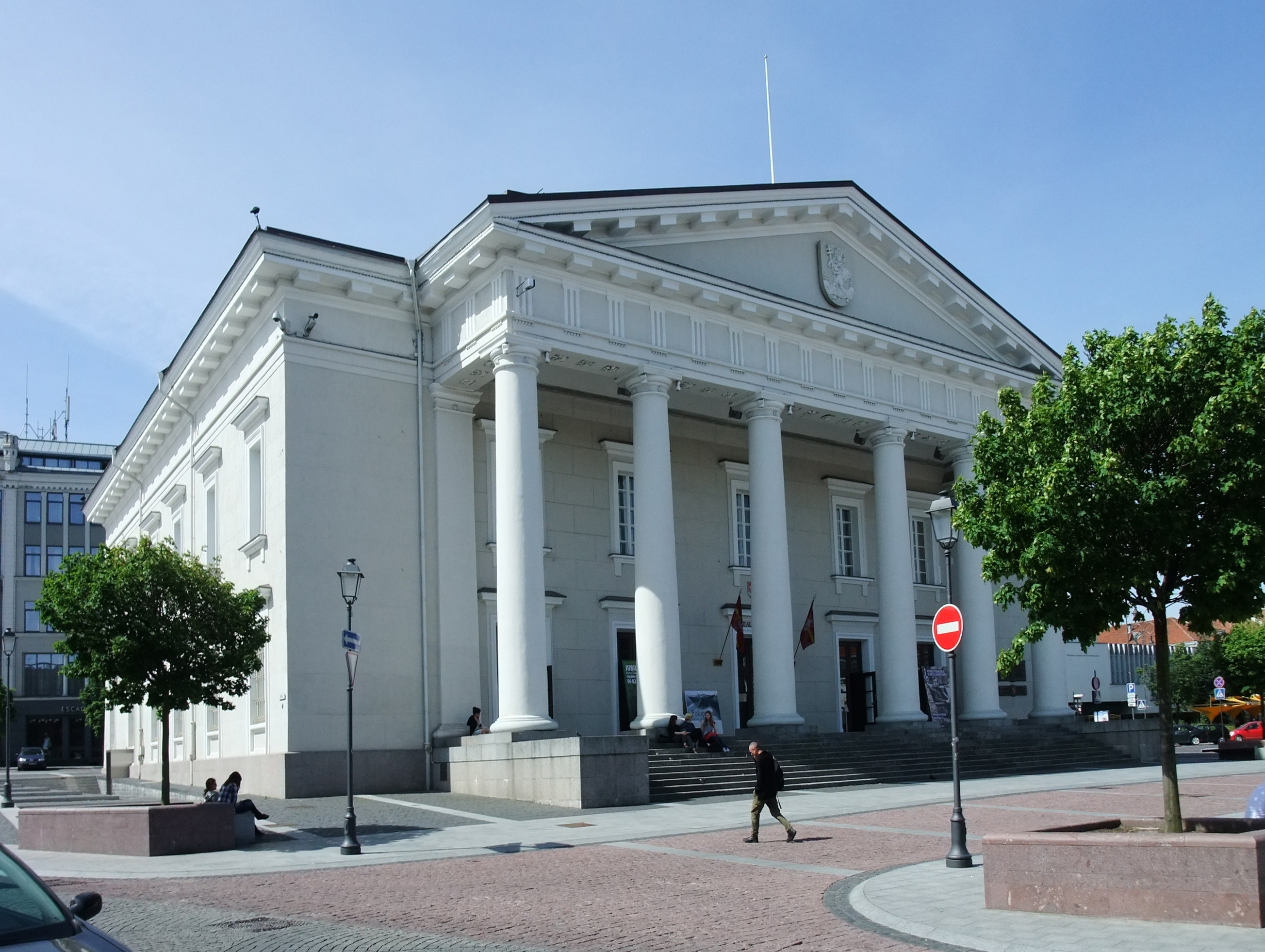
2010

Ratusz w Wilnie – ratusz na Starym Mieście w Wilnie, klasycystyczny, pierwotnie gotycki, przebudowany w latach 1785–1799 według projektu Wawrzyńca Gucewicza, w latach 1811–1924 mieścił teatr; odrestaurowany w latach 1936–1939 według projektu Stefana Narębskiego z przeznaczeniem na muzeum, od 1995 pełni funkcje reprezentacyjne.
1 stycznia 1848 w Sali Wielkiej ratusza odbyła się prapremiera Halki Stanisława Moniuszki.

## Historia

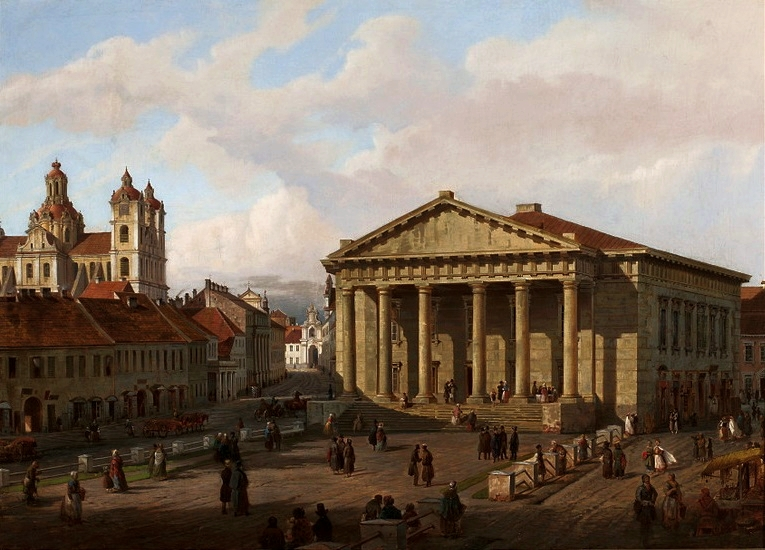
Marcin Zaleski, Ratusz w Wilnie, przed 1836

Ratusz w Wilnie wznosił się pośrodku rynku, był piętrowy, miał wieżę z zegarem, salę posiedzeń burmistrzów, skład broni, salę sądową, archiwum, komorę dla tortur. W sieni stały wagi miejskie i słup zwany "babą", u którego smagano złoczyńców. Przed ratuszem z jednej strony stał pręgierz, zwany "Piłatem", a z drugiej – szubienica. W 1794 roku na tej szubienicy powieszono w żółtym szlafroku Szymona Kossakowskiego przy wiwatach mieszkańców Wilna krzyczących Niech żyje Rzeczpospolita! i biciu dzwonów kościoła św. Kazimierza. Gdy przy końcu XVIII w. wieża zegarowa runęła, przebudowy ratusza dokonał profesor Wawrzyniec Gucewicz w stylu neoklasycznym z domieszką renesansu i postawił na przedzie portyk o sześciu kolumnach. Styl ratusza jest bardziej surowy niż w katedrze wileńskiej, również przebudowanej przez Gucewicza.